# Gębarzewo (województwo pomorskie)
Gębarzewo (kaszb. Gãbarzewò) – osada w Polsce położona w województwie pomorskim, w powiecie człuchowskim, w gminie Człuchów.
Wcześniej wieś obecnie osada kaszubska w pobliżu trasy linii kolejowej Chojnice-Człuchów-Szczecinek. Wieś jest częścią składową sołectwa Biskupnica.
W latach 1975–1998 miejscowość administracyjnie należała do województwa słupskiego.

## Historia
Wieś sięga historią w XIV wiek, w roku 1344 pisano „in campo Gambarzow” (Preussisches Urkundenbuch. Politische (allgemeine Abteilung)). Od czternastego wieku miała też wieś niemiecki odpowiednik nazwy Bischofswalde, później. też nazwę oboczną Biskupnica. Jako Bischofswalde – Gębarzewo alias Biskupnica opisuje wieś Kętrzyński w 1879 roku. Z kolei nota Słownika geograficznego Królestwa Polskiego z roku 1880, wymienia wieś jako: Biskupnica, Gębarzewo, niem. Bischofswalde – wieś włościańska mająca 10587 mórg gruntu. 95 domów zamieszkałych przez 763 mieszkańców. W okresie powojennym przejściowo funkcjonowały nazwy Dolny Dwór, Gębaczewo, Polny Dwor, 1972 Gabarzewo, 1980 Gębarzewo.
Współcześnie istnieją dwa byty osadnicze, Gębarzewo osada i Biskupnica wieś.